# آداب

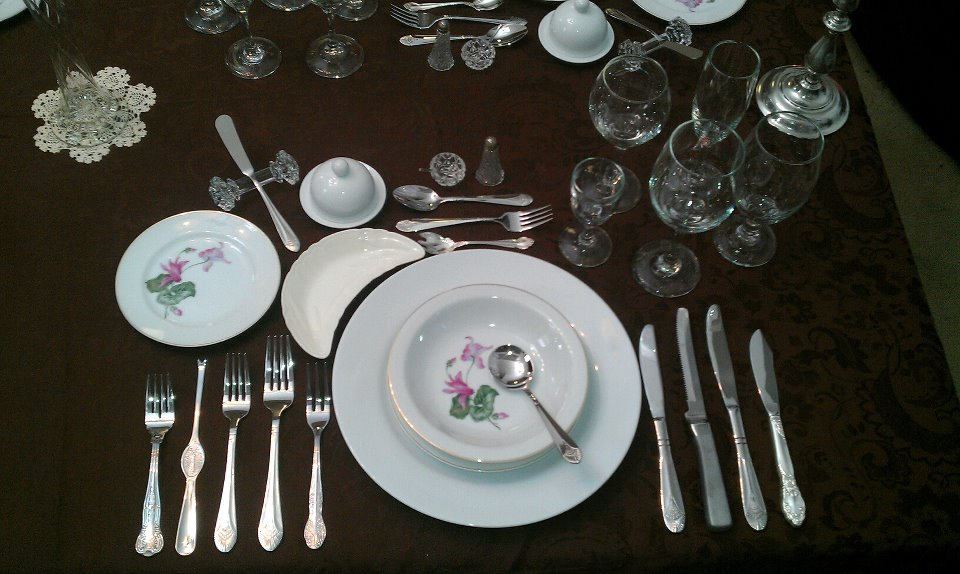
چیدمان بشقاب‌ها، کارد و چنگال و لیوان‌ها بر طبق آداب.

آداب یا اِتیکِت (به فرانسوی: étiquette) مجموعه‌ای از ضبط ها و قواعد رفتاری است که در هر جامعه، طبقه یا گروه انتظار انجام آن‌ها می‌رود و نماد تربیت و هنجار محسوب می‌گردد. کلمه اتیکت اولین بار در حدود ۱۷۵۰ میلادی از زبان فرانسوی وارد انگلیسی شد. مابین سال‌های ۱۵۰۰م و ۱۹۰۰ م در مدارس اروپا، قواعد و رموز آداب اجتماعی به کودکان در مدارس آموخته می‌شد.
آداب بستگی زیادی به فرهنگ و زمان مربوط به آن دارند و  در درون فرهنگ تکامل یا حتی تعادل می‌یابند. آداب مناسب در یک فرهنگ ممکن است در فرهنگ دیگر ناپسند یا تعجب‌آور باشد. مثلاً در کشور چین برداشتن آخرین لقمه غذا از سفره ناپسند است ولی در آمریکا از مهمان انتظار می‌رود به نشانه سپاسگزاری میزبان، تمام غذایی که به او داده می‌شود را تمام کند. موضوع آداب برای هزاران سال نویسندگان و متفکران را به خود مشغول کرده‌است. نوشته‌های دربارهٔ آداب را می‌توان درمصر باستان در سال ۲۳۷۵ قبل از میلاد، در روم و یونان باستان و سخنان کنفسیوس پیدا کرد.
در ایران پیش از ورود اسلام از کتاب شایست نشایست به‌عنوان مرجعی برای آداب مناسب اجتماعی و مذهبی استفاده می‌شده‌است.

## نمونه
- در آداب صرف غذا: پیشخدمت برای سرو غذا باید در سمت چپ میهمان یا مشتری قرار گیرد و برای برداشتن بشقاب استفاده شده در سمت راست قرار گیرد. همیشه کارد سمت راست بشقاب قرار می‌گیرد و تیغه کارد به سمت داخل و به سمت بشقاب چیده می‌شود. دور از ادب است نوشیدن آب درون گیلاس مربوط به نوشیدنی مانند شراب و غیره. در مجله آمریکایی ریدرز دایجست برای آداب غذا خوردن آمده‌است: اگر در یک وعده غذایی با هشت نفر یا کمتر پشت یک میز غذاخوری نشسته‌اید، صبر کنید تا به شما تعارف زده شود و پیش از میزبان شروع به غذا خوردن نکنید. در میزهای بزرگ تر و بیش از ۸ نفر مانعی نیست که پیش از دیگران آغاز کنید.[۵]
- در آداب معاشرت: برای مُعارفه همیشه شخص مهم‌تر از نظر جای‌گاه اجتماعی٬ تحصیلی یا سنی باید خود را معرفی نماید. برای فشردن دست دور از ادب است که این‌کار را نشسته انجام داد٬ باید برخاسته و دست شخص مقابل را فشرد٬ این مورد برای مردان از بایدها بوده ولی بانوان می‌توانند بدون برخاستن دست دهند. نیز هنگامی‌که شمارا به کسی معرفی می‌کنند بهتر است دست را دراز نمود ونه منتظر شروع از طرف شخص مورد معرفی ایستاد. در جایی دیگر از این مجله در خصوص آداب معاشرت آمده‌است: وقتی زودتر به دربی رسیدی آن را برای نفر بعدی که در حال آمدن است باز نگاه دار.[۶].

نیز در یک دعوت رسمی برای شام یا ناهار بهتر است از بردن تحفه مانند شکلات و شیرینی خودداری نمود چراکه نظم منوی غذایی میزبان را به هم می‌زند. بهتر است یک بطری شراب برای دسر به عنوان تحفه و احترام در هنگام ورود به میزبان هدیه شود.

## آداب قرائت قرآن
برای قرائت قرآن کتاب دینی مسلمانان نیز آدابی وجود دارد که به آداب قرائت قرآن مشهور است.
برای قرائت قرآن در خود قرآن و روایات اسلامی آدابی معین شده‌است که به ترتیب عبارتند از:
1 – طهارت: یعنی داشتن وضو برای قرائت و مس آن
2 – استعاذه: قبل از شروع آیات عبارت « اعوذبالله من الشیطان الرجیم » گفته شود
3 – بسم الله: یعنی گفتن بسم الله الرحمن الرحیم در آغاز هر سوره جز سوره برائت یا توبه یا هر جایی که نام خداوند در آغاز آیه آمده‌است و و
4 – با صوتی زیبا قرائت شود
5 – با دلی محزون قرائت شود
6 – به هنگام قرائت تفکر و تدبر در آیات الهی بشود که همان ترتیل قرآن است.
7 – رعایت ضوابط تجویدی 
8 – به میزانی که میسر است خوانده شود 
9 – پیش از آغاز قرآن و در پایان آن صلوات فرستاده شود
10 – در صورت استماع  قرآن سکوت کامل رعایت و در آن تَدَبُّر شود